# Вероника (радио)
Радио Вероника е музикална радиостанция, която стартира излъчване на 1 май 2007 г. Форматът на радиото е етно-хитове. В него музиката от Балканския регион, Близкия Изток и Азия е съчетана в едно цяло, предлагайки на слушателите неповторима смесица от настроения и стилове. Целевата аудитория на радио Вероника са активните млади хора между 15 и 35 години. Слоганът на радиото е „Ритъмът на сърцето.“ Станцията е част от най-голямата радиогрупата в страната „Фреш Медиа България“ (до 2018 г. Communicorp Group Ltd).
Програмата на радиостанцията може да се слуша и онлайн на уебсайта на радиото www.radioveronika.bg или чрез мобилните приложения на Радио Вероника за Android и iOS.